# Академія Андре Дельво
Академія Андре Дельво (фр. Académie André Delvaux) — професійна кінематографічна організація Бельгії, діяльність якою спрямована на просування і розвиток бельгійського кіно. Заснована у 2010 році, організація присуджує щорічні нагороди Премії Магрітт — головної кінонагороди Бельгії.

## Історія
Академія Андре Дельво була заснована двома асоціаціями: франкомовною Асоціацією Кінопродюсерів (фр. Union des producteurs de films francophones, UPFF), представленою Патріком Куінетом, Маріон Генсель, Олів'є Бронкаром і Філіпом Коффманом та асоціацією авторів Pro Spère, представленою Люком Жабоном, Андре Бюїтаром, Бенуа Коппе і Алоком Нанді. Організацію було названо іменем бельгійського кінорежисера Андре Дельво (1926—2002). Метою створення Академії є сприяння просуванню бельгійської кіноіндустрії у світі. Її основним завданням є організація щорічних церемоній вручення нагород Премії Магрітт, що прийшла на заміну Премії Джозефа Плато, нагородження якою проводилося з 1985 по 2006 рік.
До складу ради директорів Академії Андре Дельво входять: Люк Жабон (Pro Spère), Патрік Кіне (Союз продюсерів франкомовного кіно), Фредерік Делькор (Кіно та аудіовізуальної центр Французької громади Бельгії), Ніколь Жилле (Міжнародний кінофестиваль франкомовних фільмів у Намюрі), Філіп Рейнарт (Wallimage), Філіп Логі (BeTV) та кінорежисери Жако Ван Дормель і Ден Кукі.
Членами Академії є понад 650 осіб різних кінематографічних професій, переважна більшість яких є вихідцями з Бельгії. Проте, до Академії приймаються й кінопрофесіонали з інших країн світу.
Перша церемонія нагородження Премією Магрітт відбулася 5 лютого 2011 року під головуванням Жако Ван Дормеля в Конференц-центрі Квадрат в історичному місці Mont des Arts, Брюссель. Було представлено 20 категорій нагород для вшанування акторів, режисерів та інших кіномитців, чиї роботи вийшли протягом 2009—2010 років.